# Pistola HORHE
La HORHE (Хорхе, en ruso) es una pistola traumática producida por la Oficina Rusa de Patentes y Marcas, propiedad de la Fábrica de municiones especiales de Klimovisk. Algunas de sus piezas son manufacturadas en el exterior, y su venta es común en países europeos tales como Italia, Alemania y Ucrania. Es a menudo empleada por unidades policiales,como arma de defensa personal y también para la práctica de tiro deportivo.

## Descripción
La HORHE es una pistola accionada por retroceso y está equipada con un gatillo de doble acción. Cuando se dispara el último cartucho, la corredera queda abierta.
Las principales piezas del arma están hechas de acero de alta resistencia templado al vacío. Algunas pistolas son hechas entera o parcialmente de acero inoxidable. El cañón está hecho de acero inoxidable. Su alza y punto de mira pueden ser de distintos tipos de acero, o de plástico. Tiene un acabado mate graneado fino.
El cañón de la versión civil tiene un resalte para reducir la velocidad de la bala, así como para evitar disparos contra objetos sólidos. Solamente puede comprarse con licencia.
El cañón de la versión policial va marcado con la letra "S" y no tiene obstáculos, por lo que puede emplear cartuchos con diferentes cargas propulsoras y balas de goma de distinta densidad.

## Variantes

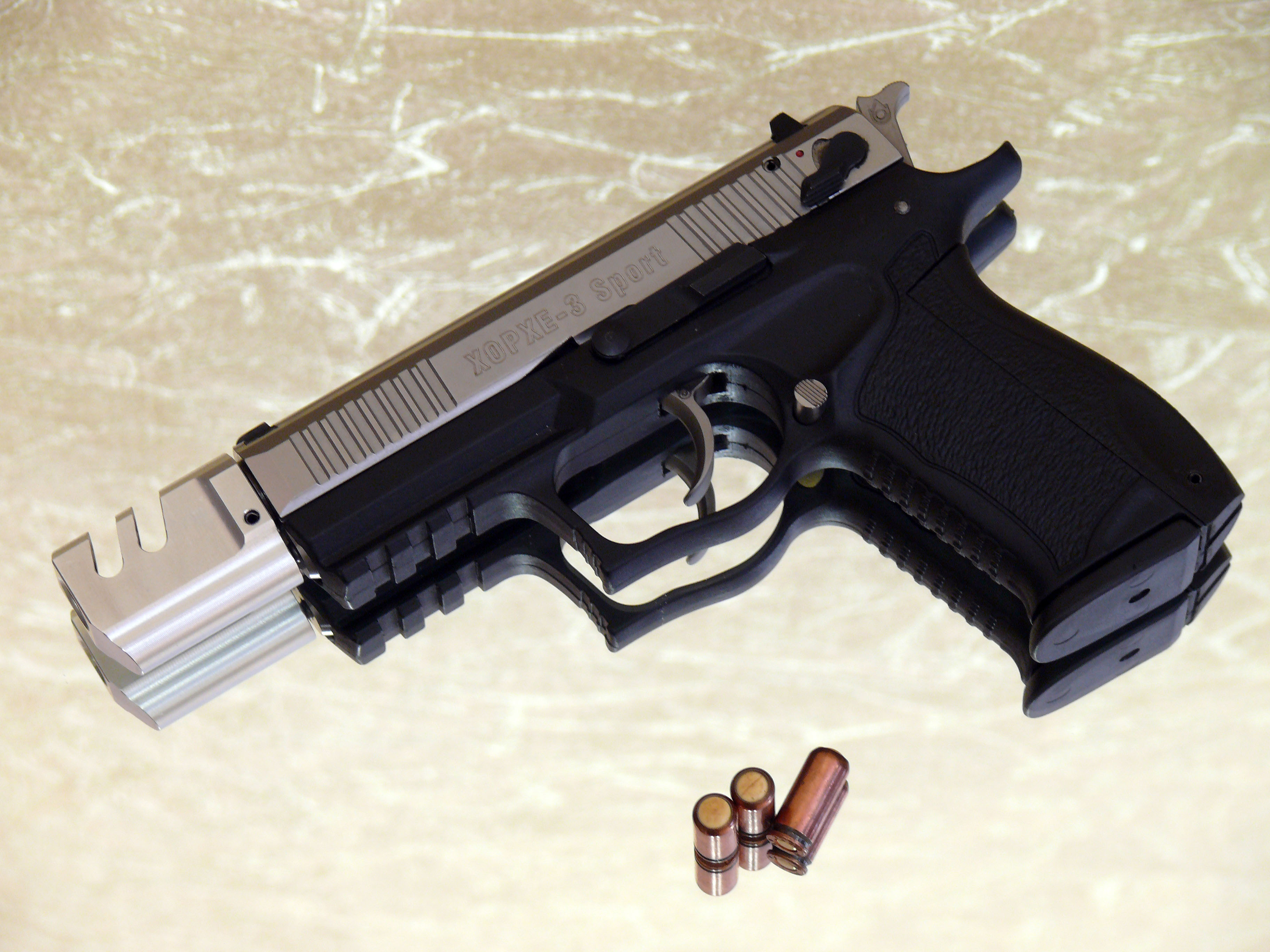
"Horhe-3S" - versión deportiva de la pistola

- HORHE-1 - variante con armazón ligera de polímero.[3]
- HORHE-S - versión policial sin obstáculos en el cañón.[4]
- HORHE-1S - versión policial sin obstáculos en el cañón y armazón de polímero.[5]
- HORHE-2 - con cerrojo mejorado.[6]
- HORHE-3 - con cerrojo mejorado y armazón de polímero reforzado con fibra de vidrio.[7]
- HORHE-3S - versión policial sin obstáculos en el cañón, con cerrojo mejorado y armazón de polímero reforzado con fibra de vidrio.

En las pistolas con armazón de polímero (y en algunas con armazón metálico) se puede instalar un puntero láser o una linterna táctica.

### En YouTube
- YouTube.ru Desarmado de la pistola
- YouTube.ru Pruebas de funcionamiento de la pistola
- Russia.ru Сюжет La "HORHE" como pistola de la Policía
- La pistola HORHE 3M transferida en su Know-How a Shirvindt
- Cómo hacer una "Pistola no letal"
- Rueda de prensa del fabricante en su planta (Canal de TV "ORT")
- Rueda de prensa del fabricante en su planta (Canal de TV "Rusia-1")
- Rueda de prensa del fabricante en su planta (Canal de TV "Moscú-24")
- Rueda de prensa del fabricante en su planta (TV "World")
- Rueda de prensa del fabricante en su planta (Canal de TV "NikaTV")
- Rueda de prensa del fabricante en su planta (Canal de TV "suburbs")
- Rueda de prensa del fabricante de la Agencia rusa "Interfax"
- Pistola HORHE 3M
- ¿Cómo la hicimos?
- El arte del tiro deportivo por la Pistola HORHE
- Presentación general de la Pistola HORHE

- Datos: Q2561642